# Champenois (habitants)
Pour la langue d'oïl, voir Champenois. Pour la ferme autrefois hôpital de Champenois, voir Amanvillers.
Les Champenois sont les habitants de la Champagne. Sur le plan migratoire, ils constituent un peuple originaire de cette région et sont par ailleurs une part du peuple français.
La Champagne représente un total de 1 333 497 individus en janvier 2013 et selon une enquête de LH2 faite en 2014, 63 % des Champenois se déclarent attachés à leur région, soit une proportion inférieure de 10 points à la moyenne nationale.

## Ethnonymie
Les Champenois sont appelés Campanenses par Grégoire de Tours et Frédegaire.

## Anthropologie et ethnologie
Au commencement du XIXe siècle, les Champenois sont décrits comme « doux, civils, laborieux, bons soldats. ». À la même époque, il est de tradition que la bonhomie, la simplicité et la bravoure sont les qualités distinctives du caractère champenois. D'après l'Abrégé de l'histoire générale des voyages  faits en Europe, les accuser d'être simples, c'est confondre la simplicité avec la franchise, la candeur et la bonté de caractère.
Vers 1841, le Champenois de l'Aube est en général un homme de taille moyenne, quelquefois même au-dessous de cette taille. Le Champenois de l'Aube, né dans la partie nord et nord-ouest de ce département, dite la Champagne pouilleuse, porte en lui quelques signes caractéristiques, reflets de la pauvreté de ce coin de la France, tandis que le Champenois de Troyes et de tout le territoire au sud et au sud-est de cette ville semble au contraire donner une idée des richesses de sa terre natale par sa démarche assurée, sa bonne mine et un on ne sais quoi de réjoui, de vivace, de pétillant, qui annonce une heureuse habitude de boire du bon vin.
La même différence se fait remarquer dans les habitants du département de la Marne, autre partie de l'ancienne province de Champagne. Mais, dans la Haute-Marne, dont quelques parties frontières se confondent avec les Vosges et la Franche-Comté, il est vu dans le Champenois une vigueur, un développement hardi de la taille qui révèle une mère-patrie aux montagnes escarpées, à l'air vif et salubre. C'est surtout chez l'habitant de l'Ardenne, autrefois la Haute-Champagne, que l'homme apparaît fort et agile, avec une physionomie sévère et martiale. L'Ardennais ou pour mieux dire le Haut-Champenois, est élevé au milieu des images et des traditions de la guerre vers 1841. Le Champenois dans l'Ardenne, est à cette époque un homme rude, froid, honnête et patriote.
Jacques-Barthélemy Salgues (1760-1830) a écrit dans son ouvrage intitulé Des Erreurs et des préjugés répandus dans la société, à l'entrée « Champenois », un article particulier où il se fait cette question : Quatre-vingt-dix-neuf moutons et un Champenois font-ils cent bêtes ?. Une société d’édition de cartes postales (CIM) s'emparant de la citation reprise en 1814 par M. Thieron, lors d'un discours à la société d'agriculture de l'Aube a émis un tirage humoristique : 

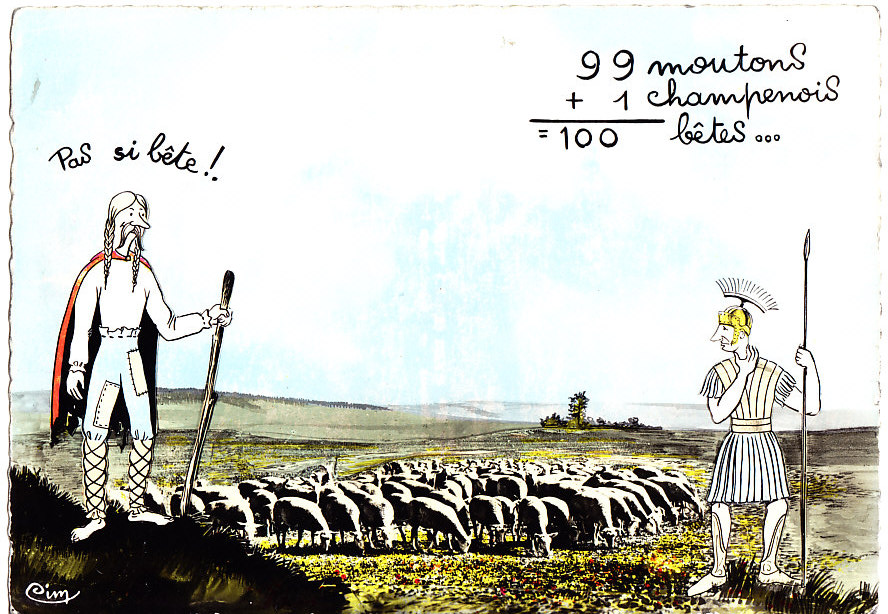
_{SALGUES dans son ouvrage "Des erreurs et des préjugés répandus dans la société. " au sujet des champenois.}

## Costume traditionnel

Exemples
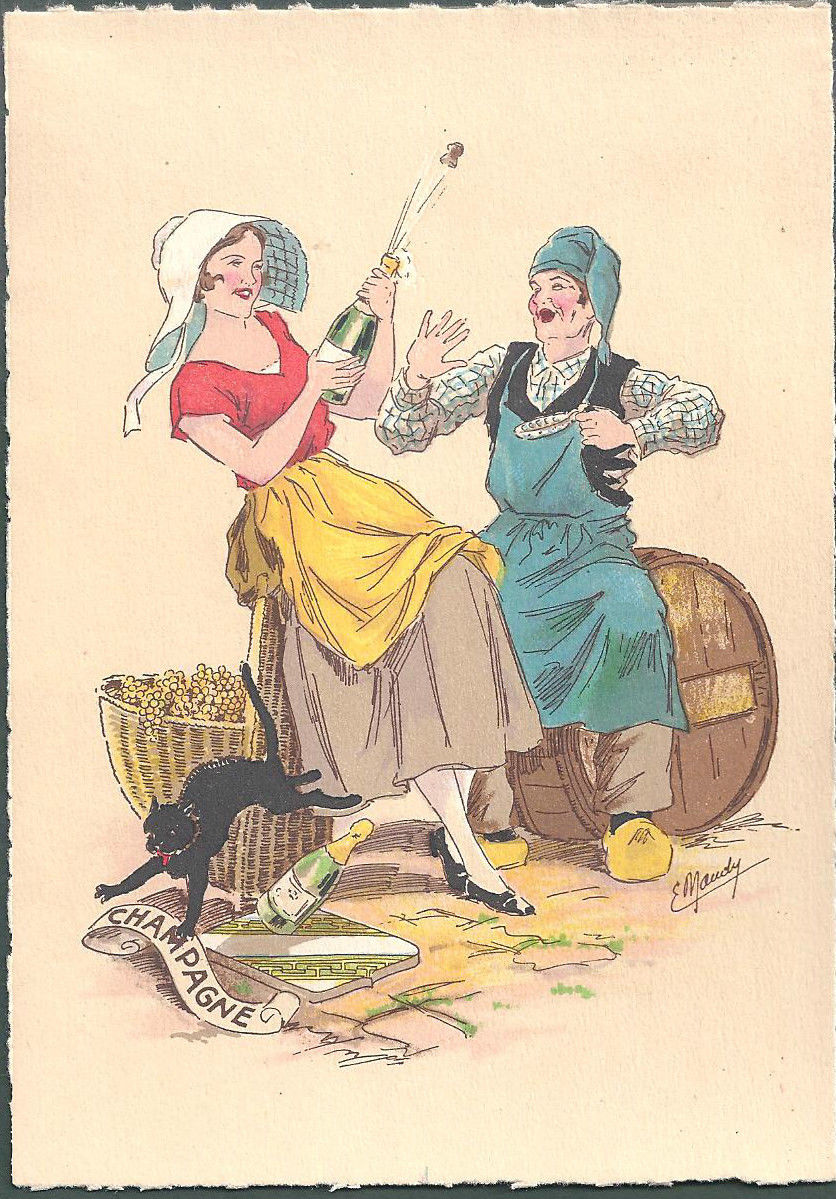
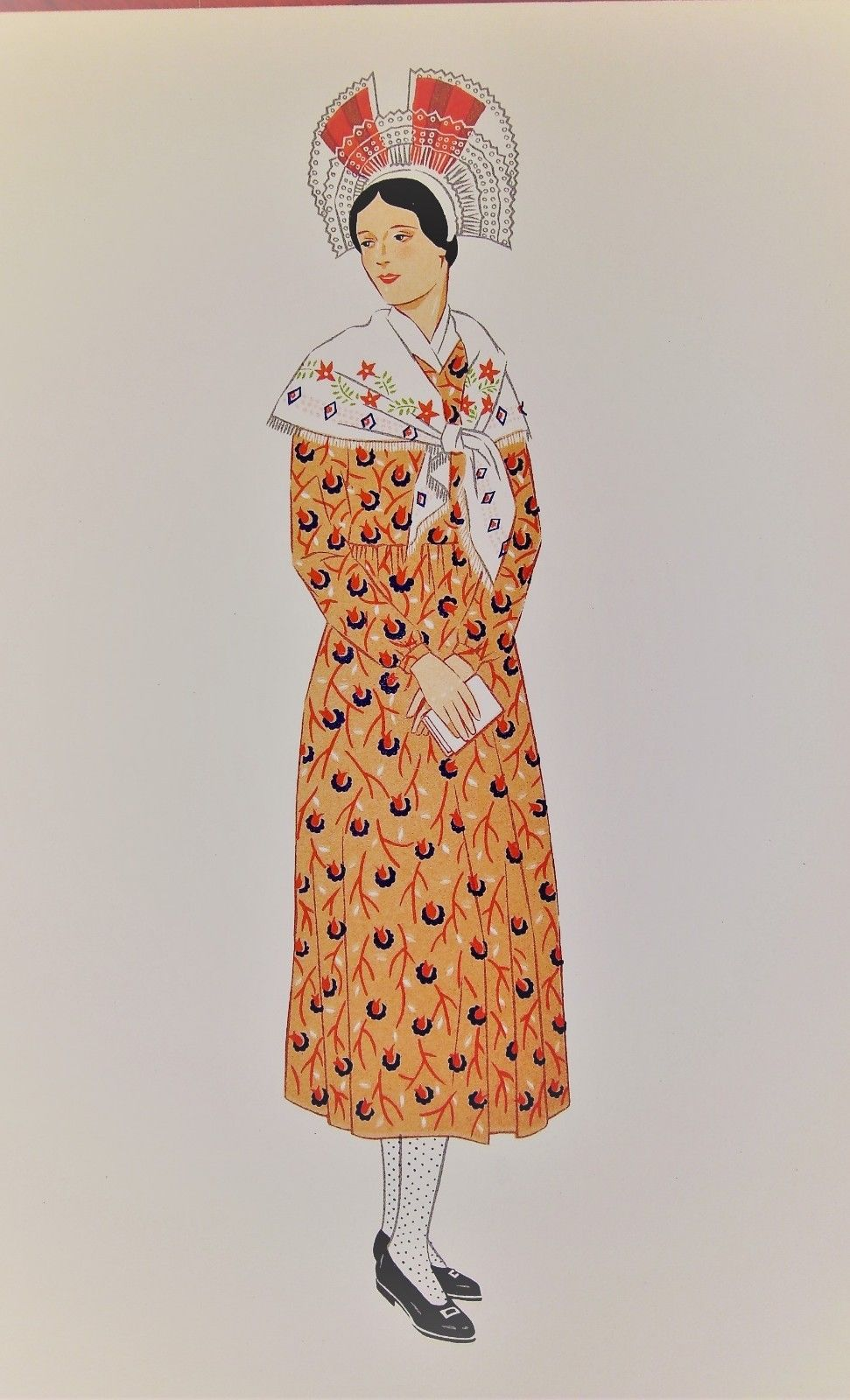
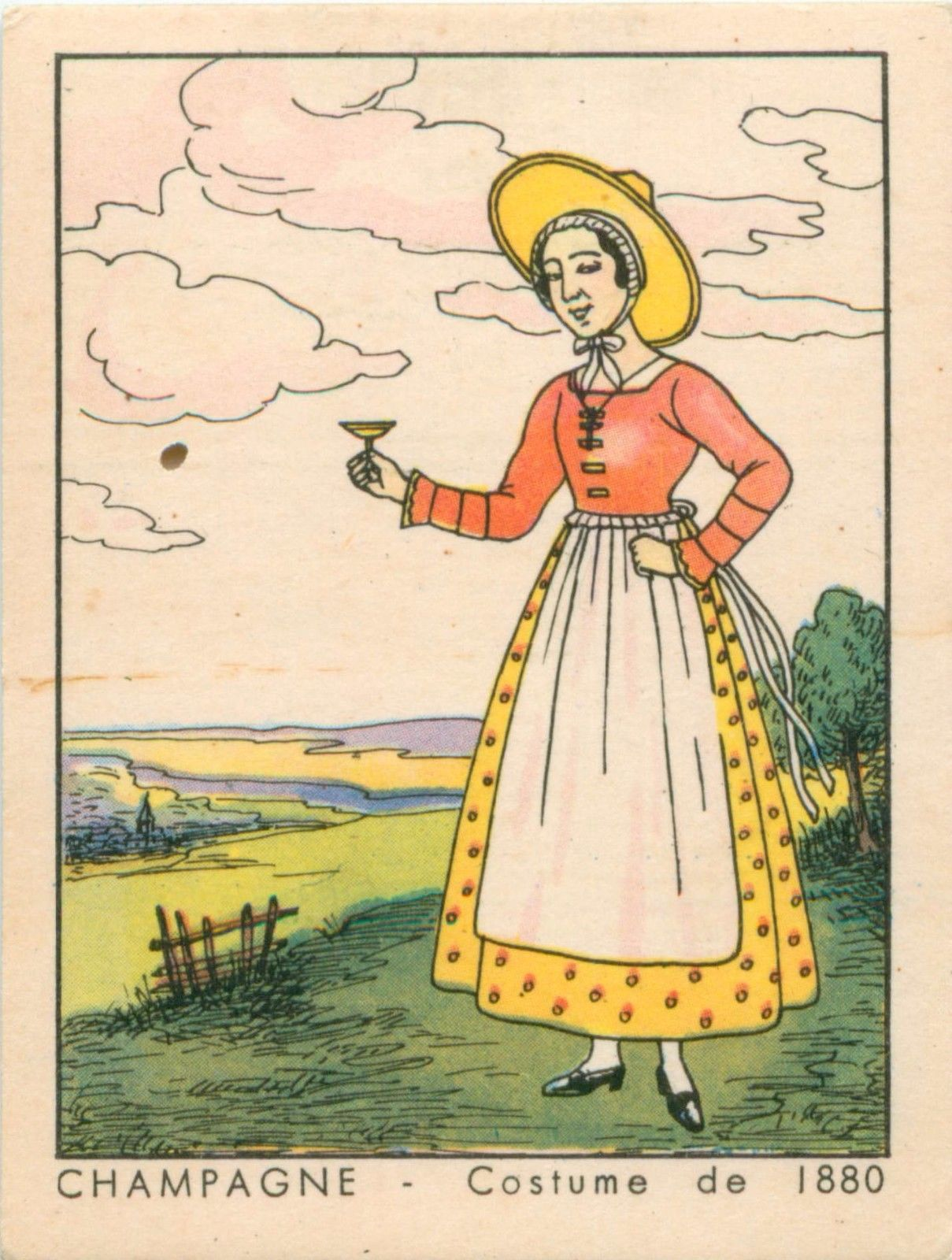
Costume de 1880.

## Migrations
C’est de la Champagne que proviennent quelques-uns des fondateurs les plus notables de l'Amérique française ; en particulier pour Ville-Marie, devenu Montréal. Cependant, leur apport numérique a été modéré, soit environ 2,5 % du total des habitants.
En 1932, on compte 55 700 Champenois à Paris.